# 葉文輝
葉文輝（英語：Barry Ip，1977年6月5日—），香港新城電台節目主持。綽號「啤梨」，因Barry的英文名讀音像中文「啤梨」。生於香港，畢業於柴灣海星小學下午校、蘇浙公學和香港演藝學院舞蹈系，曾被邀請到日本、台灣、中國大陸等地表演。

## 簡歷
1995年，葉文輝參加香港有線電視YMC台全能VJ大賽，成為YMC節目主持，後經YMC台長推薦加入新城電台，因而入行。
2002年，成為正東唱片歌手，於2006年8月在伊利莎伯體育館開首個個人演唱會。葉文輝並是3年來新城慈善唱K大晒馬拉松的搞手，破了健力士世界紀錄大全由久以來80小時連唱卡啦OK的紀錄。
有傳葉是同性戀者，但一直得不到其本人證實。2014年4月25日，葉文輝於其電台節目《寂寞一窩Phone》表示自己不是同性戀，並且拍過數次拖，而且都是與女孩子拍拖。
2016年1月9日，新城電台進行大改革，葉文輝主持全新節目《是啤Show》、《Ladies and Gentlemen》，節目改革前一直主持《寂寞一窩Phone》（1月8日為最後一集）。
2017年7月22日，葉文輝向拍拖4年的圈外女友Michelle求婚成功，期間更出動郵輪。並於同年12月3日註冊。

## 電台

### 現主持電台節目
新城電台
- 新城知訊台
  - 梨事會 （2021年1月1日起，逢星期一至五 黃昏6時至晚上7時）
- 新城財經台
  - 私家哥 （逢星期六 黃昏5時至6時）

### 曾主持電台節目
新城電台
- 交通報導
- 青椒俱樂部
- 麻辣天國
- 是啤Show
- 我芝訂
- 歡樂深宵
- 卡拉O！BABE
- 卡拉O！BABE 周末唱遊
- 聯Fan Bar Code
- 啤梨士多直播 No Delay
- 卡拉O！Face
- 啤梨士多
- 娛樂旗艦店
- Barryland （新城數碼音樂台音樂節目）
- 寂寞一窩Phone （逢星期一至五 22:00-00:00；2016年1月8日播出最後一集)
- Ladies and Gentlemen （2016年1月9日至9月3日；逢星期六 19:00-21:00)
- 是啤Show （2016年1月11日 至 2019年5月3日；逢星期一至五 20:00-23:00)
- 全民必Buy （2019年5月6日 至 2020年12月31日，逢星期一至五 上午10時至中午12時）
- 詩情廿四味 （節目未結束，但只主持2020年時期）

### 曾參與的廣播劇
新城電台
- 那年那班
- IT情人
- ONLINE上的戀人
- 都市下一站
- F4流星愛語
- 我是咖啡你是茶 飾 Brandon 與周永恒、陳文媛、關心妍合演
- 仲夏日之旅 飾 啫喱 與鄧健泓、陳司翰、李彩樺、何韻詩合演
- 十二樓怪貓
- A4生活劇之TEEN時暑熱
- 深宵聖誕
- 九個女仔一隻鬼
- 終於我鍾意 飾 高尚 與阮民安、鄭中基、何韻詩合演
- 都市情色之情人知己 飾 容祖兒 與容祖兒合演
- 戀愛星空4+4
- 星期一開始愛
- 愛上女生宿舍
- 隨碟附送愛人一個
- 頭文字D
- 單戀日記 飾 嚴俊傑 與梁洛施合演
- 分享情‧活出愛廣播劇系列2008之錯走半世紀  (單元主角)
- 海盜啤廣播劇系列之我係啤盜王 飾 海盜啤 與張繼聰、裕美合演
- 海盜啤廣播劇系列之黑暗篇 飾 海盜啤 與張繼聰、裕美合演
- 海盜啤廣播劇系列之香港國際機場十周年呈獻飛躍十年 飾 海盜啤 與張繼聰、裕美、關心妍、陳柏宇合演
- 少年風雲 飾 段浪 與方力申、梁漢文合演
- 百慕達之戀 飾 衛明 與薛凱琪、周柏豪、陳柏宇合演
- 預言書 飾 Miko朋友 與黃山怡、周柏豪、狄易達合演
- 愛.說了就是 飾 陳樂希 與施匡翹、蘇慧恩合演

香港電台Teen Power
- 請勿在黃線等候

## 電視

### 主持電視節目
Cable TV
- 青年人民大會 (星期三玩）
- YMC人 We web Wet

TVB
- 勁歌金曲 (2002-2003年任主持，2009年7月26日、2010年12月25日、2011年2月5日任嘉賓)
- 2002年度十大勁歌金曲第三季季選
- 2002年度十大勁歌金曲第四季季選

J2
- 兄弟幫 (第143、144、156、157集嘉賓主持；第146、147、208、209集擔任嘉賓)

### 嘉賓
TVB
- 許志安一直相愛25年 (2011年5月1日)
- 今日VIP (2019)

香港開電視
- 一曲走天涯 (2020年3月28日)

### 廣告
- 香港按揭證券有限公司的「補價易貨款保險計劃」[6][7]
- Pizza Hut
- M&M朱古力
- 政府宣傳片
- 變色龍噴漆
- 味千拉麵
- 麵軒
- 3電訊

## 音樂

### 派台歌曲成績
| 派台歌曲成績（四台）      | 派台歌曲成績（四台） | 派台歌曲成績（四台） | 派台歌曲成績（四台） | 派台歌曲成績（四台） | 派台歌曲成績（四台） | 派台歌曲成績（四台）                                                          | 派台歌曲成績（四台）                                                          |      |
| ------------------------- | -------------------- | -------------------- | -------------------- | -------------------- | -------------------- | ----------------------------------------------------------------------------- | ----------------------------------------------------------------------------- | ---- |
| 唱片                      | 歌曲                 | 903                  | RTHK                 | 997                  | TVB                  | 備註                                                                          | 備註                                                                          |      |
| 2002年                    |                      |                      |                      |                      |                      |                                                                               |                                                                               |      |
| I Believe                 | 口不對心             | -                    | -                    | 2                    | -                    | 首支派台歌 勁爆ONLINE點唱榜三周冠軍                                           | 首支派台歌 勁爆ONLINE點唱榜三周冠軍                                           |      |
| I Believe                 | I Believe            | -                    | -                    | 3                    | -                    | 韓國電影《我的野蠻女友》粵語版主題曲 勁爆ONLINE點唱榜：5                      | 韓國電影《我的野蠻女友》粵語版主題曲 勁爆ONLINE點唱榜：5                      |      |
| My Memory                 | 方寸大亂             | -                    | -                    | 2                    | 9                    | 與小雪合唱 勁爆ONLINE點唱榜：5                                                | 與小雪合唱 勁爆ONLINE點唱榜：5                                                |      |
| 2003年                    |                      |                      |                      |                      |                      |                                                                               |                                                                               |      |
| I Believe                 | 好心分手             | -                    | -                    | 1                    | -                    | 與方皓玟合唱 翻唱盧巧音作品 勁爆ONLINE點唱榜：7                               | 與方皓玟合唱 翻唱盧巧音作品 勁爆ONLINE點唱榜：7                               |      |
| My Memory                 | My Memory            | -                    | 12                   | 2                    | 5                    | 勁爆ONLINE點唱榜：9                                                           | 勁爆ONLINE點唱榜：9                                                           |      |
| My Memory                 | 月亮河               | -                    | -                    | 7                    | -                    |                                                                               |                                                                               |      |
| My Memory                 | 兩個只能愛一個       | -                    | -                    | -                    | -                    | 改編自台灣歌手游鴻明的歌曲《下沙》 同曲曲目：許廷鏗 ~ 風眼                    | 改編自台灣歌手游鴻明的歌曲《下沙》 同曲曲目：許廷鏗 ~ 風眼                    |      |
| 2004年                    |                      |                      |                      |                      |                      |                                                                               |                                                                               |      |
| 私家歌                    | 私家歌               | -                    | -                    | 1                    | -                    |                                                                               |                                                                               |      |
| 私家歌                    | 煽火點風             | -                    | -                    | -                    | -                    | 非常三國Online Game主題曲                                                     | 非常三國Online Game主題曲                                                     |      |
| 私家歌                    | 戀愛時光機           | -                    | -                    | -                    | -                    | 《私家歌》國語版 新城國語力：2                                                | 《私家歌》國語版 新城國語力：2                                                |      |
| Transformation            | 老友記               | -                    | -                    | -                    | -                    | 《玻璃鞋》粤語版 featuring. Mohamed Drissi 「Buah Pear Mix」featuring. Willy  | 《玻璃鞋》粤語版 featuring. Mohamed Drissi 「Buah Pear Mix」featuring. Willy  |      |
| Transformation            | 口琴                 | -                    | -                    | 3                    | -                    | 《天堂車站》粵語版                                                            | 《天堂車站》粵語版                                                            |      |
| 2005年                    |                      |                      |                      |                      |                      |                                                                               |                                                                               |      |
| Transformation            | 愛情倒轉             | -                    | -                    | 2                    | -                    | 新城國語力:1 featuring. 陳奐仁                                                | 新城國語力:1 featuring. 陳奐仁                                                |      |
| Transformation            | 禮物                 | -                    | -                    | -                    | -                    | 《心禮》粵語版                                                                | 《心禮》粵語版                                                                |      |
| Transformation            | 試用期滿             | -                    | -                    | -                    | -                    | 《幻想過期》粵語版                                                            | 《幻想過期》粵語版                                                            |      |
| 2006年                    |                      |                      |                      |                      |                      |                                                                               |                                                                               |      |
| -                         | 只有我是最愛妳       | ×                    | ×                    | 3                    | ×                    | 與張繼聰合唱                                                                  | 與張繼聰合唱                                                                  |      |
| Invisible                 | 洛奇                 | -                    | -                    | 2                    | -                    |                                                                               |                                                                               |      |
| Invisible                 | 沒有童話             | -                    | -                    | 2                    | -                    |                                                                               |                                                                               |      |
| Invisible                 | 颱風                 | -                    | -                    | -                    | -                    |                                                                               |                                                                               |      |
| 2008年                    |                      |                      |                      |                      |                      |                                                                               |                                                                               |      |
| Invisible                 | 如果愛過             | -                    | -                    | -                    | -                    | 新城國語力:3                                                                  | 新城國語力:3                                                                  |      |
| 海盜啤                    | 愛自欺               | ×                    | ×                    | 4                    | ×                    | 另有「Acoustic Version」                                                      | 另有「Acoustic Version」                                                      |      |
| -                         | 光輝的印記           | ×                    | ×                    | ×                    | 1                    | TVB2008北京奧運歌曲                                                           | TVB2008北京奧運歌曲                                                           |      |
| 海盜啤                    | 怪在聖誕             | ×                    | ×                    | 2                    | ×                    | 與海盜啤合唱                                                                  | 與海盜啤合唱                                                                  |      |
| 2009年                    |                      |                      |                      |                      |                      |                                                                               |                                                                               |      |
| The Sixth Sense           | 寧願這樣             | -                    | -                    | 2                    | -                    | 改編自青山黛瑪歌曲《就這樣》                                                  | 改編自青山黛瑪歌曲《就這樣》                                                  |      |
| The Sixth Sense           | 時光之光             | -                    | -                    | 5                    | -                    | 與HotCha合唱 流行南方粵語兒歌大匯：2                                          | 與HotCha合唱 流行南方粵語兒歌大匯：2                                          |      |
| The Sixth Sense           | 我們結婚了           | -                    | -                    | 3                    | -                    | 與范萱蔚合唱                                                                  | 與范萱蔚合唱                                                                  |      |
| The Sixth Sense           | 去盡                 | 14                   | -                    | 3                    | -                    | 舞台劇《秒速18米》主題曲                                                      | 舞台劇《秒速18米》主題曲                                                      |      |
| 2010年                    |                      |                      |                      |                      |                      |                                                                               |                                                                               |      |
| -                         | 手連心               | ×                    | 14                   | ×                    | ×                    | 群星合唱 青海地震匯演主題曲                                                   | 群星合唱 青海地震匯演主題曲                                                   |      |
| The Sixth Sense           | 我為你唱歌           | -                    | -                    | 2                    | -                    |                                                                               |                                                                               |      |
| Infinity                  | 辣著生命             | -                    | -                    | 5                    | 3                    | 狄易達、高皓正合唱 【生命農夫】主題曲 流行南方粵語兒歌大匯：1（三人合唱版本） | 狄易達、高皓正合唱 【生命農夫】主題曲 流行南方粵語兒歌大匯：1（三人合唱版本） |      |
| 2011年                    |                      |                      |                      |                      |                      |                                                                               |                                                                               |      |
| -                         | 祝﹒福島             | ×                    | ×                    | -                    | ×                    | 與Bbr、秦善文合唱                                                             | 與Bbr、秦善文合唱                                                             |      |
| 新城電台 Dreams Come True | 廿年知音 <合唱版>    | ×                    | ×                    | 2                    | ×                    | 與新城DJ、鄺祖德合唱                                                          | 與新城DJ、鄺祖德合唱                                                          |      |
| 新城電台 Dreams Come True | 從未忘記             | -                    | -                    | 3                    | -                    | 舞台劇《書籍》主題曲                                                          | 舞台劇《書籍》主題曲                                                          |      |
| 2012年                    |                      |                      |                      |                      |                      |                                                                               |                                                                               |      |
| 誰可聽我唱歌              | 暗算                 | -                    | -                    | 4                    | -                    | 與龍小菌合唱                                                                  | 與龍小菌合唱                                                                  |      |
| 2014年                    |                      |                      |                      |                      |                      |                                                                               |                                                                               |      |
| -                         | 寂寞有時             | -                    | -                    | 2                    | -                    |                                                                               |                                                                               |      |
| 獨家試唱2                 | 如果相戀不可以沒有歌 | -                    | -                    | 2                    | -                    |                                                                               |                                                                               |      |
| 2015年                    |                      |                      |                      |                      |                      |                                                                               |                                                                               |      |
| -                         | 像戀人一樣           | -                    | -                    | -                    | -                    | 《如果相戀不可以沒有歌》國語版 新城國語力:4                                   | 《如果相戀不可以沒有歌》國語版 新城國語力:4                                   |      |
| 2019年                    |                      |                      |                      |                      |                      |                                                                               |                                                                               |      |
|                           | 你是你本身的傳奇     | -                    | -                    | 2                    | -                    | 翻唱方皓玟作品                                                                | 翻唱方皓玟作品                                                                |      |
| 派台歌曲成績（五台）      |                      |                      |                      |                      |                      |                                                                               |                                                                               |      |
| 唱片                      | 歌曲                 | 903                  | RTHK                 | 997                  | TVB                  | ViuTV                                                                         | 備註                                                                          | 備註 |
| 2021年                    |                      |                      |                      |                      |                      |                                                                               |                                                                               |      |
|                           | 心裏日記             | -                    | -                    | 3                    | -                    | ×                                                                             | 「音樂永續」作品 翻唱許冠傑作品                                               |      |

| 各台冠軍歌總數 | 各台冠軍歌總數 | 各台冠軍歌總數 | 各台冠軍歌總數 | 各台冠軍歌總數 | 各台冠軍歌總數    | 各台冠軍歌總數    | 各台冠軍歌總數 |
| -------------- | -------------- | -------------- | -------------- | -------------- | ----------------- | ----------------- | -------------- |
| 四台a          | 903            | RTHK           | 997            | TVB            | 備註              | 備註              | 備註           |
| 四台a          | 0              | 0              | 2              | 1              | 四台冠軍歌總數：0 | 四台冠軍歌總數：0 |                |
| 五台b          | 903            | RTHK           | 997            | TVB            | ViuTV             | 備註              |                |
| 五台b          | 0              | 0              | 0              | 0              | 0                 | 五台冠軍歌總數：0 |                |

- （*）仍在榜上
- （-）未能上榜
- （×）沒有派往該台
- ^  注解a：包括2021年後的冠軍歌曲
- ^  注解b：2021年起

### 個人專輯

#### 正東唱片 (2002-2006)
- 17/08/2002 - 《I Believe》 (AVEP)
- 27/05/2003 - 《My Memory》 (大碟)
- 25/03/2004 - 《私家歌》(新曲加精選)
- 12/01/2005 - 《Transformation》 (大碟)
- 07/09/2006 - 《Invisible》（EP）

#### 潮藝娛樂 (2008- )
- 09/08/2010：《The Sixth Sense》（EP）

### 廣播劇/電影原聲大碟

#### 潮藝娛樂 (2008- )
- 22/12/2008 - 《海盜啤》Sound Track

### 其他
- 我們的校歌
  - 收錄於：
    - 《Bear Label兒歌專輯 Kids' Songs Vol.1》
- 義出必行(與裕美、范萱蔚、高皓正、狄易達、劉家麗、何卓瑩合唱)
  - 收錄於：
    - 《Bear Label兒歌專輯 Kids' Songs Vol.1》
- 義出必行(與裕美、范萱蔚、高皓正、狄易達、劉家麗、何卓瑩合唱)
  - 收錄於：
    - 狄易達《Just Go(EP)》
- 時光之光
  - HotCha合唱
  - 收錄於：
    - HotCha《Shall We Dance? Shall We Love?》
- I Believe
  - 收錄於：
    - 《主題曲 101》
- 口不對心
  - 收錄於：
    - 《主題曲 101》
- I Believe
  - 收錄於：
    - 《新藝寶 25週年 + 正東 15週年經典101》
- 辣著生命(與狄易達、高皓正合唱)
  - 收錄於：
    - 狄易達《Infinity》(Hidden Track)
- 從未忘記
  - 收錄於：
    - 《新城電台 Dreams Come True》
- Life Goes On(與瑪姬、林柏希、胡凱澄合唱)
  - 收錄於：
    - 《新城電台 Dreams Come True》

### 創作歌曲
- 小心意 (詞) (張敬軒合唱)
- 一邊愛 (詞) (周國賢合唱)
- 只有我是最愛妳 (詞) (張繼聰合唱)
- 激嬲妳 (詞) (張繼聰合唱)
- 如果愛過 (曲) (與馮翰銘合作作曲)
- 愛自欺 (曲，詞)
- 我們的校歌 (曲)(與李國能合作作曲)
- 十年一會 (曲) (與關心妍合唱)("海盜啤廣播劇系列之香港國際機場十週年呈獻飛躍十年"主題曲)
- 怪在聖誕 (詞) (與海盜啤合唱)
- 擁抱 (粵語版) (詞) (俞灝明主唱) (葉文輝首次為其他歌手作詞)
- 人總有夢想 (誠信I世代-我的主題曲選舉當選歌詞)(改編自張敬軒親自作曲-《Yes & No》)
- 難為是非定分界 (誠信I世代-我的主題曲選舉候選歌詞)(改編自張敬軒親自作曲-《Yes & No》)
- 真英雄 (誠信I世代-我的主題曲選舉候選歌詞)(改編自張敬軒親自作曲-《Yes & No》)
- 我為你唱歌 (詞) (與徐繼宗合填)

### 曾主唱廣告歌
- 非常三國ONLINE GAME - 煽火點風
- 草姬 - 陪著你走

### 曾參與演唱會
- 劉德華演唱會(1994年)舞蹈員
- 正東五週年接力演唱會
- 10x10我至愛演唱會 (2006年10月10日)
- 新城08熱捧新星Show (2008年11月29日)
- 新城18星光綻放音樂會 (2009年 月 日)

### 個人演唱會
- 苗圃一紙助苗愛相信葉文輝演唱會 (2006年8月16日、17日)
- Backstage Mini Live (2008年5月10日)
- "That's Love"Barry mini live show葉文輝音樂會 (2011年6月5日)
- BackBARRY Music Live 2014 (2014年8月31日）
- Backstage Mini Live (2015年8月23日) (Backstage結束營業前的告別Backstage演唱會)
- HMV Live (2017年7月23日)
- 葉文輝 Timeline 演唱會 (2019年9月12日)

## 其他

### 曾參與其他歌手MV
- 比誰更精彩 - 何美玲
- 大城大事 - 楊千嬅
- 廚師推介 - 戴夢夢
- 男人心事 - 陳百祥
- 一直相愛 - 許志安

### 曾演出舞台劇
- 997舞台劇:拾夢新城
- 2010年1月1日至1月3日:秒速18米飾 太子德
- 2011年9月:書籍

### 曾演出電影
- 甜美生活
- 黑俠(配音)

### 曾演出網劇
- 遊戲展的戀人們
- ICAC x 謝安琪 - 誠信生活至OKay - (4) 飲食篇 飾 Ben

### 曾主持網上節目主持
- MSN - 名人聊天室

## 寫作

### 雜誌欄目
- SODA - 啤梨信箱
- PM - 主持飯局
- TEENS - K歌推介
- TEENS - K歌信箱
- TEENS - 梨戀站
- TEENS - 卡拉補習社
- YES - 啤梨音點
- YES - 啤梨私家信箱
- YES - 啤梨碟評
- 新 Monday - 海盜啤

### 書籍
- 戀愛號（散文集）
- 單戀日記（愛情小說）
- 海盜啤（漫畫小說）
- BLOG不住的愛情（與陳小芝合著）
- 海盜啤‧激鬥篇

## 曾獲得名銜
- 2002年 義不容『遲』大使
- 2002-2003年 西區警署(助人)(自助)滅罪大使
- 2003-2004年 南區道路安全之星
- 2003-2004年 西南區滅罪之星
- 2004年 義不容『遲』大使
- 2004-2005年 無煙大使
- 2005年 文化自由行─印尼親善大使
- 2005-2006年 電腦環保大使
- 2006年 第15屆「兒童金口獎」大使
- 2006年 職業安全健康大使
- 2006-2007年 義不容「遲」名譽大使
- 2006年 義人同步展關懷 活動大使
- 2006年 優秀網站之星
- 2007年 職業安全局職安大使
- 2007年 “十載風雲家國情, 中華青年專列行” 大使
- 2007年 香港秀茂坪警區"滅罪大使"

## 所獲獎項
2001:
- Yes!－全城年青人最喜愛節目冠軍「卡拉O！Babe」
- Yes!－全城年青人最喜愛DJ冠軍

2002:
- 新城電台－勁爆歌曲《I Believe》
- 新城電台－勁爆新登場男歌手
- 新Monday－至尊人氣DJ王金獎
- 一本便利－最具才華大獎
- TVB勁歌總選－最受歡迎合唱歌曲銅獎《方寸大亂》
- TVB第四季季選－最受歡迎合唱歌曲《方寸大亂》
- Neway－全年最高點播率第十位
- Neway－超新星K歌大獎
- Neway－最受歡迎歌曲大獎
- 加州紅－熱點《卡拉》新人
- Yes!－2002年青人最喜愛電台節目冠軍「卡拉O！Babe」
- e plus－男新人銀獎
- Milk－爽朗口才大獎
- PM－最靚聲男新人
- PM－人氣靚聲男新人
- 第十四屆CASH流行曲創作大賽2003－亞軍《無人地帶》
- 廣州音樂先鋒榜 - 音樂先鋒榜2002年度男新人銅獎

2003:
- PM－夏日靚聲人氣男歌手
- PM－躍進男歌手
- 新城電台－新城勁爆改編歌曲《My Memory》

2004:
- PM－奪標金曲獎《私家歌》
- PM－金曲獎《口琴》
- 廣州金曲金榜頒獎禮－省港電子傳媒交流大使
- 廣州金曲金榜頒獎禮－金曲潮流獎
- 廣州金曲金榜頒獎禮－年度金曲《口琴》
- 新城勁爆頒獎禮－勁爆卡拉OK歌曲《私家歌》
- 新城國語力－新城國語力香港地區新聲音奬

2005:
- 新城國語力－新城國語力歌曲獎《愛情倒轉》
- 新城勁爆頒獎禮－新城勁爆跳舞歌曲獎《愛情倒轉》
- PM－人氣歌手國語獎《愛情倒轉》
- 廣州電台金曲金榜頒獎禮－歌曲獎《愛情倒轉》
- 廣東電台－9+2音樂先鋒榜2005年度頒獎典禮－樂壇生力軍男歌手

2006:
- PM－PM讀者喜愛DJ
- PM－PM讀者喜愛歌曲《沒有童話》
- PM－人氣DJ獎
- PM－歌曲獎《洛奇》
- 勁歌王－第三屆勁歌王總選頒獎典禮－最佳DJ歌手
- 演藝家年獎2006－我最喜愛DJ（銅獎）

2007:
- 南方都市報 (中國內地)－最受歡迎DJ歌手獎
- PM－國語金曲獎《如果愛過》
- PM－優秀DJ歌手獎
- 廣東電台－9+2音樂先鋒榜2005年度頒獎典禮－最受歡迎DJ歌手

2008:
- Youth E Start (YES)青年就業起點嘉許狀
- 麥當勞叔叔之家慈善基金 感謝狀 及 錦旗
- 中學生眼中形象最健康DJ
- 新城國語力－歌曲獎《如果愛過》
- 新城勁爆兒歌頒獎禮2008－歌曲獎《我們的校歌》

2009:
- 第六屆勁歌王全球華人樂壇年度總選頒獎典禮－勁歌王最佳改編歌曲獎《寧願這樣》
- 動畫金曲音樂會:兒歌金曲頒獎典禮2009－歌曲獎《時光之光》
- 新城勁爆頒獎禮－新城勁爆改編歌曲獎《寧願這樣》
- 新城勁爆頒獎禮－新城勁爆合唱歌曲獎《我們結婚了》

2010:
- 新城勁爆兒歌頒獎禮2009－歌曲獎《去盡》
- 新城勁爆兒歌頒獎禮2009－歌曲獎《時光之光》
- 新城勁爆頒獎禮－新城勁爆合唱歌曲獎《辣著生命》
- 新城勁爆頒獎禮－新城勁爆卡拉OK歌曲獎《我為你唱歌》

2011:
- 新城勁爆頒獎禮－新城勁爆原創歌曲獎《從未忘記》
- 2011年度十大勁歌金曲頒獎典禮－最受歡迎合唱歌曲銅獎《辣著生命》

2012:
- 新城勁爆頒獎禮－新城勁爆合唱歌曲獎《暗算》

2014:
- 新城勁爆頒獎禮－新城勁爆卡拉OK歌曲獎 (金獎)《如果相戀不可以沒有歌》

2015:
- 新城國語力頒獎禮2015 - 新城國語力原創歌曲﹙金獎﹚ - 像戀人一樣
- 新城勁爆頒獎禮－新城勁爆歌曲獎《像戀人一樣》

2019
- 新城勁爆頒獎禮 - 勁爆我信我唱20年賞

## 外部連結
- coolmanmusic （页面存档备份，存于）
- 啤梨部落格 （页面存档备份，存于）
- 啤梨的Xanga （页面存档备份，存于）